# Marie-Odile Sweetser
Marie-Odile Sweetser (1925-2014) est une universitaire américaine d'origine française, professeure d'université et spécialiste de la littérature française du XVIIe siècle.

## Biographie
Marie-Odile Gauny nait à Verdun le 28 décembre 1925. Elle obtient une licence à l'université de Nancy en 1945, puis poursuit ses études aux États-Unis en 1949, où elle obtient son master en 1950 au Collège Bryn Mawr. Elle enseigne à l'université McGill de Montréal puis à l'université de Pennsylvanie où elle obtient son doctorat en 1956. Elle enseigne ensuite dans diverses universités, puis au City College of New York. Elle épouse le médiéviste américain Franklin Sweetser et se fixe définitivement aux États-Unis. Elle est nommée professeure adjointe (1969), puis est promue professeure d'université en littérature française du XVIIe siècle à l'université de l'Illinois à Chicago jusqu'à sa retraite en 1997.
Elle est membre de la North American Society for Seventeenth-Century French Literature et du comité de rédaction des Papers on French Seventeenth Century Literature (PFSCL).
Elle meurt le 6 avril 2014 à Lake Bluff, dans l'Illinois.

## Publications

### Ouvrages
- Parcours lafontainien : d'Adonis au livre XII des Fables, G. Narr, 2004
- (en) La Fontaine, Boston, Twayne, coll. Twayne's world authors series, 1987
- La Dramaturgie de Corneille, Droz, coll. Histoire des idées et critique littéraire n° 169), 1977
- Les Conceptions dramatiques de Corneille d'après ses écrits théoriques, Droz, 1962
- Pierre Corneille. Seize études réunies par Marie-Odile Sweetser, Papers on 17th Century Literature, 1984

### Articles
- « La Femme abandonnée : esquisse d’une typologie », PFSCL, n°. 10, 1 (1978-79), p. 143-178
- « Women and Power : Reflections on some Queens in French Classical Tragedy », in Proceedings of the Western Society for French History, ed. John F. Sweets, The University of Kansas, 1984, p. 60-67
- « Les femmes et le pouvoir dans le théâtre cornélien », in Pierre Corneille, éd. Alain Niderst, Paris, P.U.F., 1985, p. 605-614
- « Racine : pour une problématique de la ‘femme rompue’ », in Présences féminines. Littérature et société au XVIIe siècle français, éds. Ian Richmond et Constant Venesoen, Paris, Seattle, Tübingen, 1987 (« Biblio 17 », 36), p. 237-259
- « La Thébaïde et Alexandre », Travaux de littérature, Adirel, 1988, p. 92-104 lire sur Google Livres
- « La littérature et les femmes », in Le langage littéraire au XVIIe siècle. De la rhétorique à la littérature, éd. Christian Wentzlaff-Eggebert, Tübingen, Narr, 1991 (« Études littéraires françaises », 50), p. 51-65
- « Images féminines chez La Fontaine : traditions et subversions », in Correspondances. Mélanges offerts à Roger Duchêne, éds. Wolfgang Leiner et Pierre Ronzeaud, Tübingen, Narr, Aix-en-Provence, Publications de l’Université de Provence, 1992 (« Études littéraires françaises », 51), p. 201-213
- « Voix féminines dans la littérature classique », in Les femmes au Grand Siècle. Le Baroque : musique et littérature. Musique et liturgie, éds. David Wetsel et Frédéric Canovas, Tübingen, Narr, 2003 (« Biblio 17 », 144), p. 41-52

## Hommages
- En 2005, l'université de l’Illinois à Chicago a créé le « Marie-Odile Sweetser Prize for Excellence in French Studies » qui récompense un diplôme d’études françaises émanant du département où travaillait Marie-Odile Sweetser[3].